# Park stanowy Kanion Echa

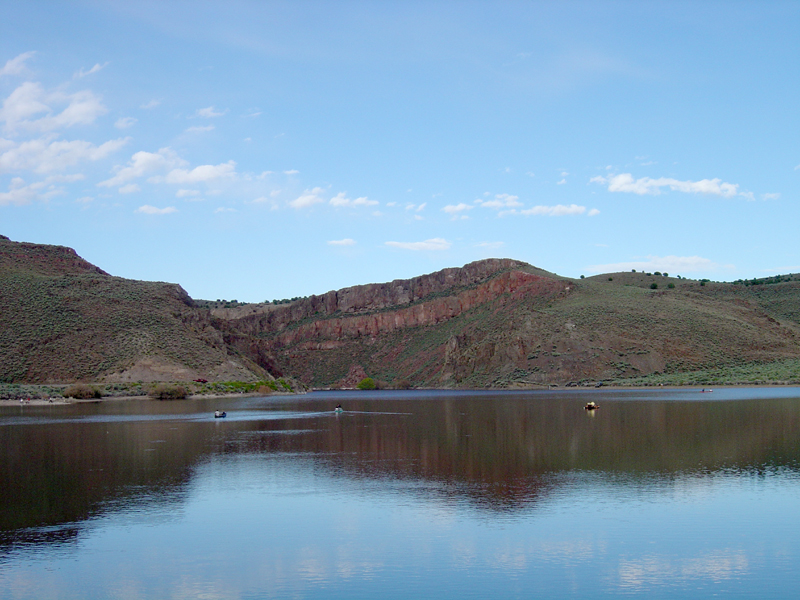
Zbiornik Wodny Kanionu Echa, czerwiec 2005

Park Stanowy Kanion Echa (ang. Echo Canyon State Park) – park stanowy leżący w hrabstwie Lincoln stanu Nevada. Ok. 15 mil na wschód od Pioche.
Powierzchnia parku wynosi 1080 akrów. Otwarty przez cały rok, ale odradza się przebywania zimą.
Malowniczny krajobraz przyciąga turystów na pola kempingowe i wędkarzy. Znajduje się tutaj kilka rancz.

## Historia
Mormońscy pionierzy osiedlili się tutaj w 1864 r. Wkrótce odkryto rudę srebra. Powstało miasto Panaca od Panaker, co w języku Pajutów było nazwą tego miejsca. W późnych latach sześćdziesiątych XIX wieku w dolinie Dry Valley zbudowano zakład wytapiający metale, niedaleko Kanionu Echa. Dla robotników powstał obóz Moodyville, którego maksymalna liczba mieszkańców wyniosła 60 (1872 r.) Rok później zniszczony przez wichurę bez śladu.
Ponieważ rolnictwo jest ważną gałęzią gospodarki hrabstwa, zbudowano tamę w latach 1969–1970. Celem ochrony przed powodzią, a także rozwoju turystyki. Powstały zbiornik został zarabiony m.in. pstrągiem tęczowym.